# Festival international de musique de Colmar

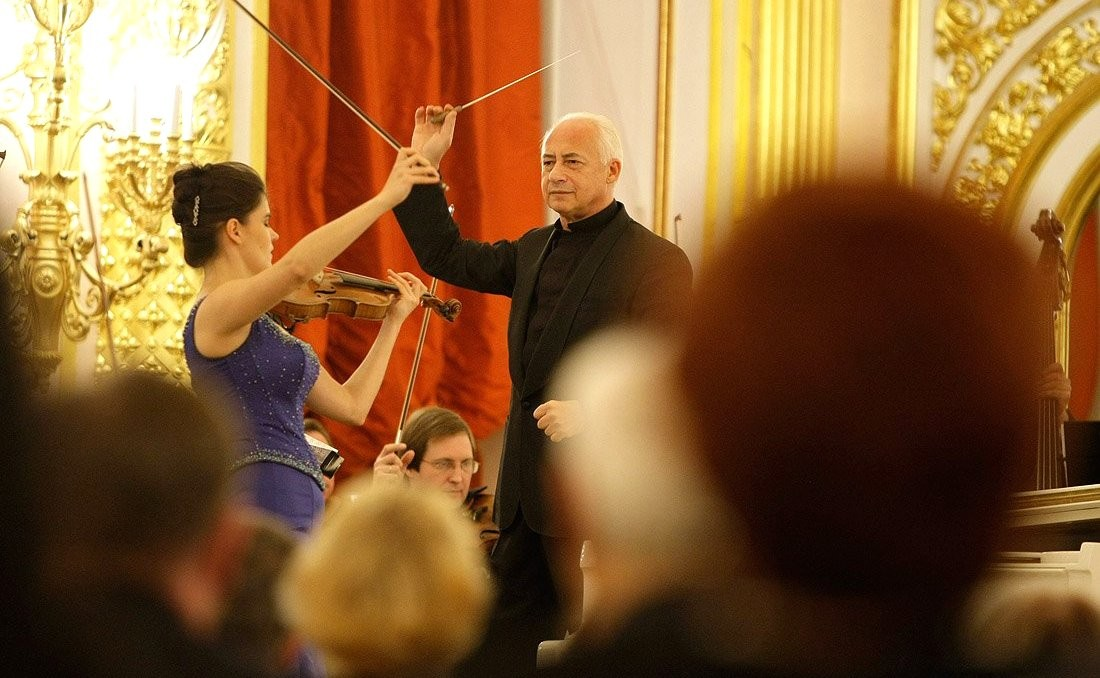
Vladimir Spivakov.

Le festival international de musique de Colmar est un festival de musique classique qui se tient tous les étés à Colmar en Alsace.

## Historique
Il est créé en 1979 par le chef d'Orchestre allemand Karl Munchinger qui en restera le directeur artistique jusqu'en 1988. Depuis 1989, son directeur artistique est le violoniste et chef d'orchestre russe Vladimir Spivakov qui a développé l'évènement, de sorte que Colmar devient pour une quinzaine un haut lieu de dialogue entre la musique française, allemande et russe. À partir de 2005, l'Orchestre national philharmonique de Russie , dont le directeur artistique et chef principal est Vladimir Spivakov, vient en résidence à Colmar pour la durée du Festival. Le Festival rend alors chaque année hommage à un musicien, compositeur, soliste ou chef d'orchestre ayant marqué l'histoire de la musique. En 2022, Alain Altinoglu est nommé directeur artistique du festival pour succéder à Vladimir Spivakov à compter de l'édition 2023, la 42e de la longue histoire de ce festival alsacien emblématique.

## Lieux des concerts

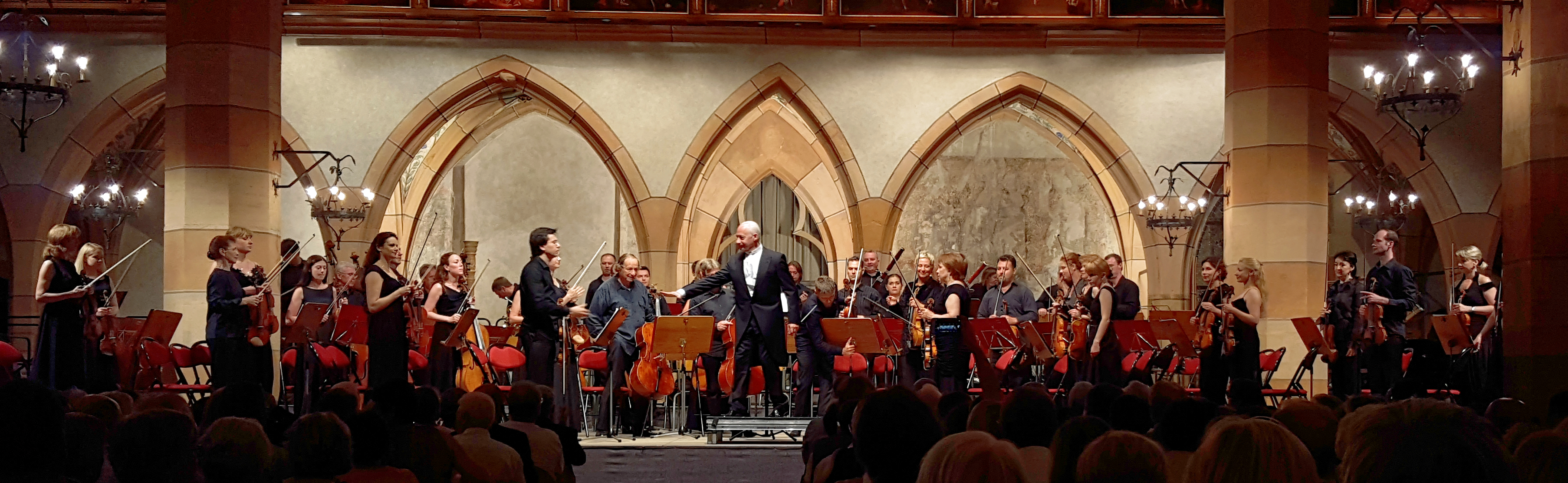
Vladimir Spivakov devant son public Colmarien - Juillet 2016.
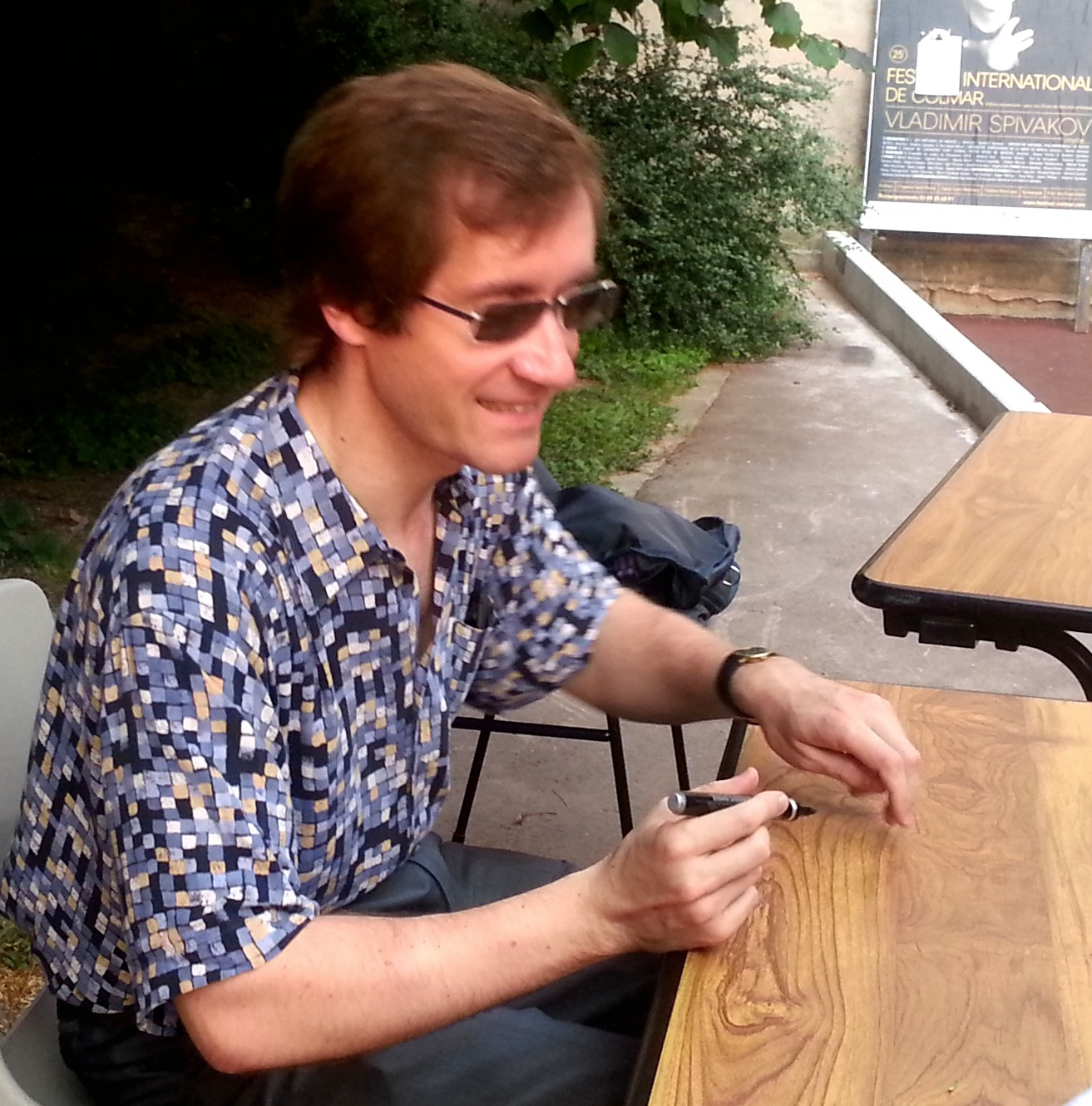
Séance de dédicace de Nikolaï Louganski au Festival international de musique de Colmar (juillet 2013).
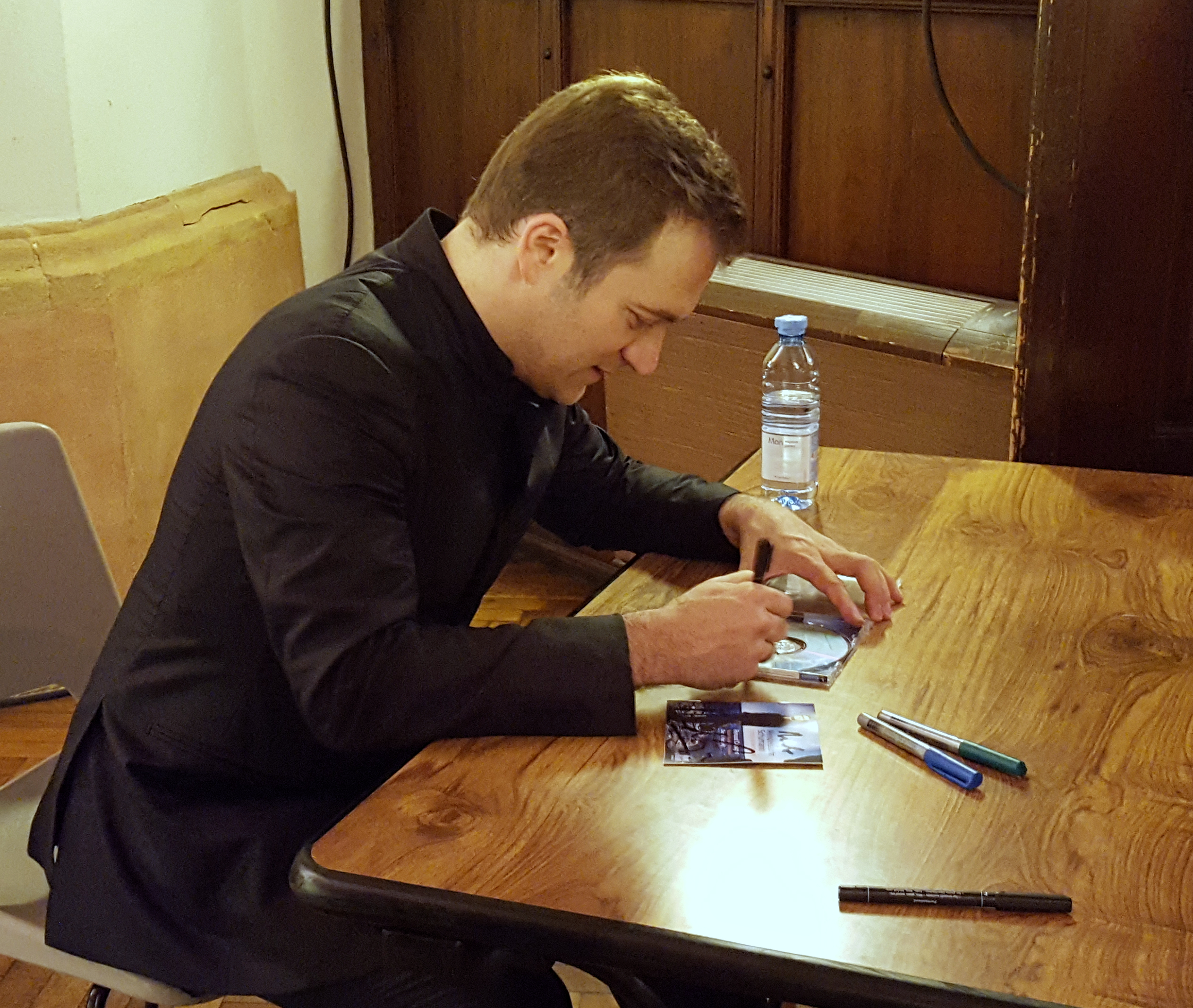
Séance de dédicace de Renaud Capuçon au Festival International de Colmar 2016.

- Église Saint-Matthieu.
- Chapelle jésuite du lycée Bartholdi.
- Koïfhus (ancienne douane de Colmar).
- Musée Unterlinden.
- Collégiale Saint-Martin.
- Synagogue.
- Auditorium du Parc des Expositions.
- Théâtre municipal.

## Principaux orchestres et interprètes
- Orchestre SWR de Stuttgart
- Kammerorchester Karl Münchinger
- Orchestre national philharmonique de Russie
- Orchestre symphonique de la radio de Berlin
- Orchestre National du Capitole de Toulouse
- Bernard Soustrot, trompette 1979, 1980, 1981, 1982, 1984, 2015
- Frédéric Lodéon violoncelle 1980
- Augustin Dumay, violon 1987
- Yehudi Menuhin, violon 1993
- Mstislav Rostropovitch, violoncelle 1996
- Renaud Capuçon, violon
- Gautier Capuçon, violoncelle
- Ievgueni Kissine, piano
- Arabella Steinbacher, violon
- Semjon Skigin, piano
- Nikolaï Louganski, piano
- Grigory Sokolov, piano
- Cyprien Katsaris, piano
- Hélène Mercier-Arnault, piano
- Jean-Yves Thibaudet, piano, première participation en 2015
- Philippe Quint, violon
- Martha Argerich, piano en 2018
- Daniel Hope, violon et direction en 2012
- Mischa Maïsky, violoncelle en 2018
- Denis Matsuev, piano
- Daniel Lozakovitch, violon
- Michel Plasson, direction
- François-René Duchable, piano
- Alexander Romanovsky, piano
- Clara-Jumi Kang, violon
- Arabella Steinbacher, violon

## Liste des hommages du Festival
- 1979 : 1re édition du Festival international de Colmar sous la houlette de Karl Münchinger. Au programme, Bach, Mozart, Haydn.
- 1980 : 2e édition - Au programme,  Bach, Mozart, Haydn, Jean-Marie Leclair, Grieg, Britten.
- 1981 : 3e édition - Au programme, Bach, Haendel, Mozart, Haydn, Albert Roussel.
- 1982 : 4e édition - Au programme, Bach, Vivaldi, Albinoni, Mozart, haydn, Schubert, Bellini, Dvorak, soirée orgue et trompette.
- 1983 : 5e édition - Au programme, Art de la fugue de Bach, soirée Mozart, soirée suite pour orchestre de Bach, Haendel, haydn, Vivaldi, Mendelsohn.
- 1984 : 6e édition - Au programme, requiem de Mozart, Bach, Johann-Christian Bach, Haydn, Schubert, Vivaldi, Debussy.
- 1985 : 7e édition - Au programme, Bach, Haendel.
- 1986 : 8e édition - Au programme, Mozart, Bach, Pergolèse, Vivaldi, Haydn, Schubert, Respighi et Richard Strauss.
- 1987 : 9e édition - Au programme, Bach, Mozart, Vivaldi, Gluck, Haydn, Schubert, Dvorak.
- 1988 : 10e édition - Au programme, Bach, Haendel, Mozart, Haydn, Cimarosa, Torelli, Mendelsohn, Wagner, Beethoven.
- 1989 : 11e édition Glenn Gould ; Vladimir Spivakov a succédé à Karl Münchinger à la tête du festival international de musique de Colmar.
- 1990 : 12e édition David Oïstrakh et l´école russe du violon.
- 1991 : 13e édition Jacqueline du Pré et les artistes femmes.
- 1992 : 14e édition Vladimir Horowitz.
- 1993 : 15e édition Yehudi Menuhin.
- 1994 : 16e édition Andrés Segovia, la guitare classique et l´Espagne.
- 1995 : 17e édition Arthur Rubinstein.
- 1996 : 18e édition Ginette Neveu et la musique française.
- 1997 : 19e édition Pablo Casals, violoncelliste et compositeur.
- 1998 : 20e édition Fédor Chaliapine, la voix et la musique russe.
- 1999 : 21e édition - Leonard Bernstein, l'art de la direction d´orchestre et la musique américaine.
- 2000 : 22e édition - Arturo Benedetti Michelangeli, le piano et l´Italie.
- 2001 : 23e édition - Joseph Szigeti, le violon et la Hongrie.
- 2002 : 24e édition - Jean-Pierre Rampal, les instruments à vent et la musique française.
- 2003 : 25e édition - Krzysztof Penderecki, la Pologne, sa musique et ses artistes.
- 2004 : 26e édition - Jessye Norman, les États-Unis et leurs compositeurs et musiciens.
- 2005 : 27e édition - Dmitri Chostakovitch et son univers musical.
- 2006 : 28e édition - Emil Gilels.
- 2007 : 29e édition - Charles Munch.
- 2008 : 30e édition - Mstislav Rostropovitch.
- 2009 : 31e édition - Sviatoslav Richter.
- 2010 : 32e édition - Ravel et Sergueï Rachmaninov.
- 2011 : 33e édition - Marguerite Long et Jacques Thibaud[2].
- 2012 : 34e édition - Karl Münchinger, premier directeur artistique du festival de Colmar.
- 2013 : 35e édition - Édition anniversaire pour fêter les 25 ans de direction artistique de Vladimir Spivakov.
- 2014 : 36e édition - Hommage à Ievgueni Svetlanov.
- 2015 : 37e édition - Hommage à Maurice André.
- 2016 : 38e édition - Hommage à Jascha Heifetz.
- 2017 : 39e édition - Hommage à Michel Plasson en sa présence.
- 2018 : 40e édition - Hommage à Ievgueni Kissine.
- 2019 : 41e édition - Hommage à Claudio Abbado[3].
- 2020 : annulé - Hommage à Ivry Gitlis.
- 2021 : annulé[4].
- 2022 : annulé.
- 2023 : 42e édition - Première édition sous la direction artistique d'Alain Altinoglu.